# Alexandre Moruzi

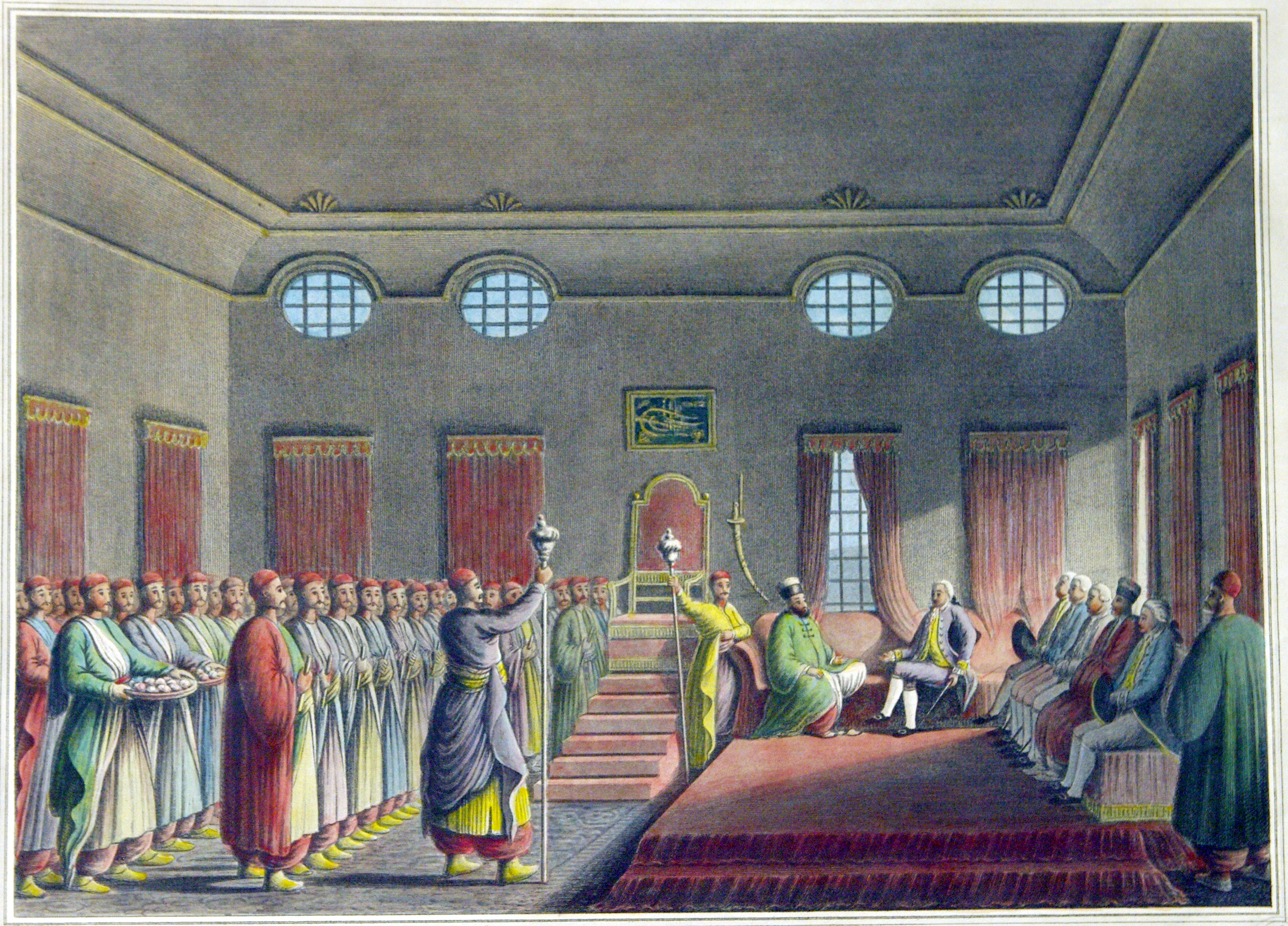
Alexandre Mourousi recevant l'ambassadeur britannique Robert Liston et sa suite auprès de son trône à Bucarest. Le prince est descendu de son trône pour se mettre à portée de son interlocuteur. Comme tous les phanariotes, il était polyglotte et, entre autres, francophone. Au-dessus du trône, le monogramme du sultan ottoman, suzerain de la Valachie. Bien qu'ils soient chrétiens, le hospodar et sa suite sont tous vêtus à l'orientale.

Alexandre Mourousi, Moruzzi,  Alexandru Moruzi en roumain ou Alexandros Mourousis en grec, né en 1750 et mort à Constantinople en 1816, est un prince phanariote qui, après avoir été au service du gouvernement ottoman, est Hospodar de Moldavie de 1792 à 1793, de 1802 à 1806 et de 1806 à 1807, et également Hospodar de Valachie de 1793 à 1796 et de 1799 à 1801. La monarchie est élective dans les principautés roumaines de Moldavie et de Valachie, comme en Pologne voisine. Le souverain (voïvode, hospodar ou domnitor selon les époques et les sources) était élu par (et souvent parmi) les boyards, puis agréé par les Ottomans : pour être nommé, régner et se maintenir, il s'appuyait sur les partis de boyards et fréquemment sur les puissances voisines, habsbourgeoise, russe et surtout turque, car jusqu'en 1859 les deux principautés étaient vassales et tributaires de la « Sublime Porte ».

## Origine
Alexandre Mourousi est le fils du prince Constantin Mourousi et de son épouse Smaragda Ghica (morte en 1787).

## Règnes
Comme beaucoup de Phanariotes, Alexandre Mourousi commence sa carrière au service de l’Empire ottoman comme Grand Drogman de la Sublime Porte de 1790 à 1792. Il a comme successeur son frère cadet Georges Mourousi qui exerce la fonction de 1792 à 1794 puis à partir de 1795. 
Pendant ce temps, Alexandre Mourousi est nommé Hospodar de Moldavie de mars 1792 au 10 janvier 1793, avant d’être transféré en Valachie de janvier 1793 au 28 août 1796. Il est alors démis et son frère Georges, alors Grand Drogman, est exécuté à Constantinople. Rentré en grâce, il est rétabli sur le trône du 10 février 1799 au 20 octobre 1801.
Alexandre Mourousi revient en Moldavie à partir du 9 novembre 1802. Comme d'autres phanariotes, il a attitude très russophile, car l'Empire russe commençait alors à se poser en protecteur des chrétiens des Balkans. L’administration ottomane décide donc de le destituer le 12 août 1806 au profit de Scarlat Kallimachis. Le gouvernement de l’Empire russe considère sa destitution comme une remise en cause du Traité de Kutchuk-Kaïnardji et exige sa réintégration. La Sublime Porte obtempère de mauvaise grâce et Alexandre Mourousi est rétabli dès le 28 octobre 1806.
Malgré cela, le Tsar Alexandre Ier de Russie met à profit la faiblesse manifeste du Sultan pour ordonner aux armées russes de franchir le Dniestr et envahir la Moldavie, le 10 novembre 1806. L'attitude jugée attentiste d’Alexandre Mourousi déplait au tsar qui envisage de nommer à sa place Constantin Ypsilántis comme hospodar de Moldavie et de Valachie. De son côté, la Sublime Porte nomme comme prince Alexandre Hangerli de mars à juillet 1807. 
En fait, entre décembre 1806 et mai 1812, la Moldavie se trouve sous l’administration russe (la partie orientale, alors nommée Bessarabie, le reste jusqu'en 1917). Les princes Alexandre Hangerli et Scarlat Kallimachis, rétablis de juillet 1807 à juin 1810 et agréés par les Turcs, n’exerceront aucune autorité réelle et ne seront que des princes titulaires. 
C’est finalement Scarlat Kallimachis, l’adversaire d’Alexandre Mourousi, qui sera rétabli comme prince d'une Moldavie désormais amputée par les Russes de sa moitié orientale au Traité de Bucarest, pendant qu’Alexandre Mourousi meurt à Constantinople en 1816.

## Union et postérité
Alexandre Mourousi épouse Zoé Rosetti-Raducanu. Le couple a onze enfants (6 filles et 5 garçons) dont :
- Euphrosyne devenu par mariage Plagino ;
- Smaranda, l'épouse du hatman Alexandru Mavrocordat ;
- Constantin, Grand Drogman en 1821, décapité le 4 avril 1821;
- Dumitru, second fils de Vodă Alexandru et frère de Constantin  Grand Dragoman. Il est secrétaire du drogman et meurt en 1844.
- Nicolae, exécuté le 6 mai 1821.